# Die Zwangsvollstrecker
Die Zwangsvollstrecker ist eine englische Dokuserie, in welcher Gerichtsvollzieher des High Court of Justice aus Großbritannien bei der Arbeit begleitet werden. Es werden verschiedene Situationen wie die Zwangsvollstreckung bei Unternehmen, Vereinen, Institutionen, bei Privatpersonen und die Zwangsräumung von Wohnungen gezeigt. Dabei treten häufig Probleme auf, z. B. die Behauptung, zahlungsunfähig zu sein, die Verschleierung von Identitäten, Beleidigungen, die Behinderung der Amtsträger bei der Vollstreckung, die Unterstellung eines rassistischen Motivs, Bedrohungen z. B. mit einer Waffe oder die Androhung physischer Gewalt, das Wegschaffen von beschlagnahmten Gütern bis hin zum tatsächlich durchgeführten Angriff.

## Handlung
In einer Folge werden drei bis vier Einsätze gezeigt. Die Fälle werden mit einer dazu passenden Statistik eingeleitet. Die Arbeit der Gerichtsvollzieher wird mit Hilfe eines Kamerateams und mit Bodycams dokumentiert. Im Abspann ist zu sehen, welche weitere Entwicklung ein jeweiliger Fall genommen hat. Den Schluss bildet die Vorschau auf die nächste Folge. Die höchste private Geldsumme, die in allen Folgen eingetrieben wird, beträgt rund 600.000 €, die niedrigste rund 700 €. Beide Einsätze werden in der 2. Staffel gezeigt. Die höchste Geldsumme im gewerblichen Bereich beläuft sich auf rund 89.000 € in Staffel 5, die niedrigste auf rund 900 € in Staffel 4. Als prominente Institutionen, Firmen oder Vereine wurden Einsätze beim Fußballverein Swindon Town FC, beim Formel 1 Team Lotus und bei der Stadtverwaltung Havering gezeigt. Auch bei prominenten Personen wurden Schulden eingetrieben. Beteiligte waren der Ex-Fußballprofi und Teilnehmer von Promi Big Brother Neil Razor Ruddock, der Fußballprofi Jefrey Samuel Scott und Lord Charles Brocket, welcher Teilnehmer von Ich bin ein Star – Holt mich hier raus! war. Immer wieder werden Zwangsräumungen gezeigt. Diese kommen am häufigsten in der 2. Staffel vor. Den Bewohnern wird dabei eine Stunde Zeit gegeben, um die wichtigsten Sachen zu packen. Danach müssen diese das Anwesen verlassen, können aber weitere Termine vereinbaren, um ihren restlichen Besitz mitzunehmen. Neben privaten Ursachen sind Traveller ein Grund für Zwangsräumungen, die mit Wohnwagen illegal Parkplätze oder Firmengelände besetzen. In besonderen Notlagen können Personen mit Geldmitteln unterstützt werden, um für eine Nacht ein Hotelzimmer buchen zu können.
Wird die Stimmung aggressiv, kann die Polizei hinzugezogen werden, um die Situation zu beruhigen. Die Einsätze werden in diesem Fall nicht weiter durchgeführt. In vier Fällen musste der Einsatz abgebrochen werden. In einem Fall war der Vollstreckungsbescheid auf die falsche Person ausgestellt (Staffel 1), in einem weiteren Fall wurde die Wohnung zum Tatort, da eine Holzkiste mit Geld gefunden wurde und die Polizei Ermittlungen eingeleitet hat, und in einem Einsatz war der Schuldner unbekannt verzogen. In der Grafschaft Peterborough zogen sich die Gerichtsvollzieher zurück, da die Stimmung aggressiv und eine Explosion zu hören war. In Staffel 4 war zu sehen, dass sich inzwischen Initiativen gegen Gerichtsvollzieher gebildet haben. Diese versuchen zu provozieren und filmen die Beteiligten mit Smartphones und anderen technischen Mitteln.